# Luigi Dallai
Luigi Dallai (Siena, 4 novembre 1968) è un politico italiano.

## Biografia
Alle elezioni politiche del 2013 viene eletto deputato della XVII legislatura della Repubblica Italiana nella circoscrizione XII Toscana per il Partito Democratico.